# Mansbach (Hohenroda)
Mansbach ist ein Ortsteil der Gemeinde Hohenroda im osthessischen Landkreis Hersfeld-Rotenburg.

## Geographie
Der Ort liegt im Landecker Amt in der Rhön an der Antsanvia, einer alten Handelsstraße. Heute führt die Landesstraße 3173 durch den Ort. Die Wüstung Husfeld liegt im äußersten Osten der Dorfgemarkung.

## Geschichte

### Überblick
Die älteste bekannte Erwähnung von Mansbach erfolgte im Jahr 1238 in einem Dokument des St.-Jakob-Klosters in Creuzburg. Die Siedlung ist aber sicherlich älter. Sie lag an der alten Handelsstraße Antsanvia. Zeugen einer frühen Besiedlung sind 19 in der näheren Umgebung befindliche Hügelgräber aus der vorchristlichen Eisenzeit (1. Jahrtausend). Die frühmittelalterliche Befestigungsanlage auf der Grasburg und weitere historische Funde zeugen von einer frühen Besiedelung. Mansbach war vermutlich von Anfang an abhängig von dem alten Geschlecht der zur buchonischen Ritterschaft gehörenden Herren von Mansbach. Nach dem Zerfall der Soisdorfer Mark gelang es der Ministerialenfamilie von Mansbach ab 1238 unter Ausnutzung ihrer Beziehungen zu den nahen Abteien Fulda und Hersfeld, dann auch zu den Landgrafen von Hessen, eine eigene Kleinherrschaft aufzubauen.
Die Burg Mansbach wurde durch Fürstabt Bertho IV. von Fulda (1274–1286) 1276 zerstört und nach ihrem Wiederaufbau im 14. und 15. Jahrhundert bald als Allod, bald als Lehen betrachtet. Im Jahre 1364 überließ Fulda den Ortsherren die Gerichtsbarkeit, und unter fortwährenden Hoheitsprozessen erreichten sie im 17. Jahrhundert ihre Anerkennung durch Aufnahme in die fränkische Reichsritterschaft. Der hessische Generalleutnant Johann von Geyso kaufte 1652 von Johann Friedrich von Mansbach einen Teil des Grundbesitzes derer von Mansbach und ließ sich in Mansbach nieder. Beide Geschlechter lebten fortan nebeneinander in Mansbach. Bis zur Mediatisierung 1806 enthielt das Dorf drei von Fulda als landsässig beanspruchte, aber praktisch reichsfreie Rittergüter.

### Hessische Gebietsreform
Im Zuge der Gebietsreform in Hessen wurde auf freiwilliger Basis, zum 1. Januar 1970 die bis dahin Selbständige Gemeinde Soislieden und am 1. Juli 1970 die Gemeinde Oberbreitzbach nach Mansbach eingemeindet. Zum 1. Februar 1971 fusionierten dann die bis dahin selbständigen Gemeinden Mansbach (Landkreis Hünfeld) und Ransbach (Landkreis Hersfeld) zu neuen Gemeinde Hohenroda im Landkreis Hersfeld.
Die Gemeinde Hohenroda wurde 1972 in den neu geschaffenen Landkreis Hersfeld-Rotenburg eingegliedert. Für die Ortsteile Mansbach, Oberbreitzbach, Ransbach mit Soislieden wurde je ein Ortsbezirk mit Ortsbeirat und Ortsvorsteher nach der Hessischen Gemeindeordnung gebildet.

### Bevölkerung
Einwohnerstruktur 2011
Nach den Erhebungen des Zensus 2011 lebten am Stichtag dem 9. Mai 2011 in Mansbach 999 Einwohner. Darunter waren 12 (1,2 %) Ausländer.
Nach dem Lebensalter waren 180 Einwohner unter 18 Jahren, 399 zwischen 18 und 49, 213 zwischen 50 und 64 und 204 Einwohner waren älter.
Die Einwohner lebten in 426 Haushalten. Davon waren 117 Singlehaushalte, 105 Paare ohne Kinder und 150 Paare mit Kindern, sowie 39 Alleinerziehende und 12 Wohngemeinschaften. In 75 Haushalten lebten ausschließlich Senioren und in 176 Haushaltungen lebten keine Senioren.
Einwohnerentwicklung
| Mansbach: Einwohnerzahlen von 1834 bis 2020 | Mansbach: Einwohnerzahlen von 1834 bis 2020 | Mansbach: Einwohnerzahlen von 1834 bis 2020 | Mansbach: Einwohnerzahlen von 1834 bis 2020 | Mansbach: Einwohnerzahlen von 1834 bis 2020 |
| --- | ------------------------------------------- | ------------------------------------------- | ------------------------------------------- | ------------------------------------------- |
| Jahr |                                             |                                             |                                             | Einwohner                                   |
| 1834 | 1834                                        |                                             | 927                                         | 927                                         |
| 1840 | 1840                                        |                                             | 933                                         | 933                                         |
| 1846 | 1846                                        |                                             | 1.012                                       | 1.012                                       |
| 1852 | 1852                                        |                                             | 963                                         | 963                                         |
| 1858 | 1858                                        |                                             | 997                                         | 997                                         |
| 1864 | 1864                                        |                                             | 1.014                                       | 1.014                                       |
| 1871 | 1871                                        |                                             | 891                                         | 891                                         |
| 1875 | 1875                                        |                                             | 846                                         | 846                                         |
| 1885 | 1885                                        |                                             | 823                                         | 823                                         |
| 1895 | 1895                                        |                                             | 767                                         | 767                                         |
| 1905 | 1905                                        |                                             | 775                                         | 775                                         |
| 1910 | 1910                                        |                                             | 724                                         | 724                                         |
| 1925 | 1925                                        |                                             | 831                                         | 831                                         |
| 1939 | 1939                                        |                                             | 841                                         | 841                                         |
| 1946 | 1946                                        |                                             | 1.156                                       | 1.156                                       |
| 1950 | 1950                                        |                                             | 1.119                                       | 1.119                                       |
| 1956 | 1956                                        |                                             | 1.171                                       | 1.171                                       |
| 1961 | 1961                                        |                                             | 1.189                                       | 1.189                                       |
| 1967 | 1967                                        |                                             | 1.236                                       | 1.236                                       |
| 1970 | 1970                                        |                                             | 1.545                                       | 1.545                                       |
| 1980 | 1980                                        |                                             | ?                                           | ?                                           |
| 1990 | 1990                                        |                                             | ?                                           | ?                                           |
| 2000 | 2000                                        |                                             | ?                                           | ?                                           |
| 2011 | 2011                                        |                                             | 999                                         | 999                                         |
| 2015 | 2015                                        |                                             | 1.077                                       | 1.077                                       |
| 2020 | 2020                                        |                                             | 1.038                                       | 1.038                                       |
| Datenquelle: Historisches Gemeindeverzeichnis für Hessen: Die Bevölkerung der Gemeinden 1834 bis 1967. Wiesbaden: Hessisches Statistisches Landesamt, 1968. Weitere Quellen: ; Gemeinde Mansbach; Zensus 2011 |                                             |                                             |                                             |                                             |

Religionszugehörigkeit
 Quelle: Historisches Ortslexikon
| • 1885: | 666 evangelische (= 84,20 %), drei katholische (= 0,38 %), 122 jüdische (= 15,42 %) Einwohner |
| • 1961: | 1034 evangelische (= 86,96 %), 149 katholische (= 12,53 %) Einwohner                          |

## Bauwerke
Für die unter Denkmalschutz stehenden Kulturdenkmale des Ortes siehe die Liste der Kulturdenkmäler in Mansbach.

### Grasburg

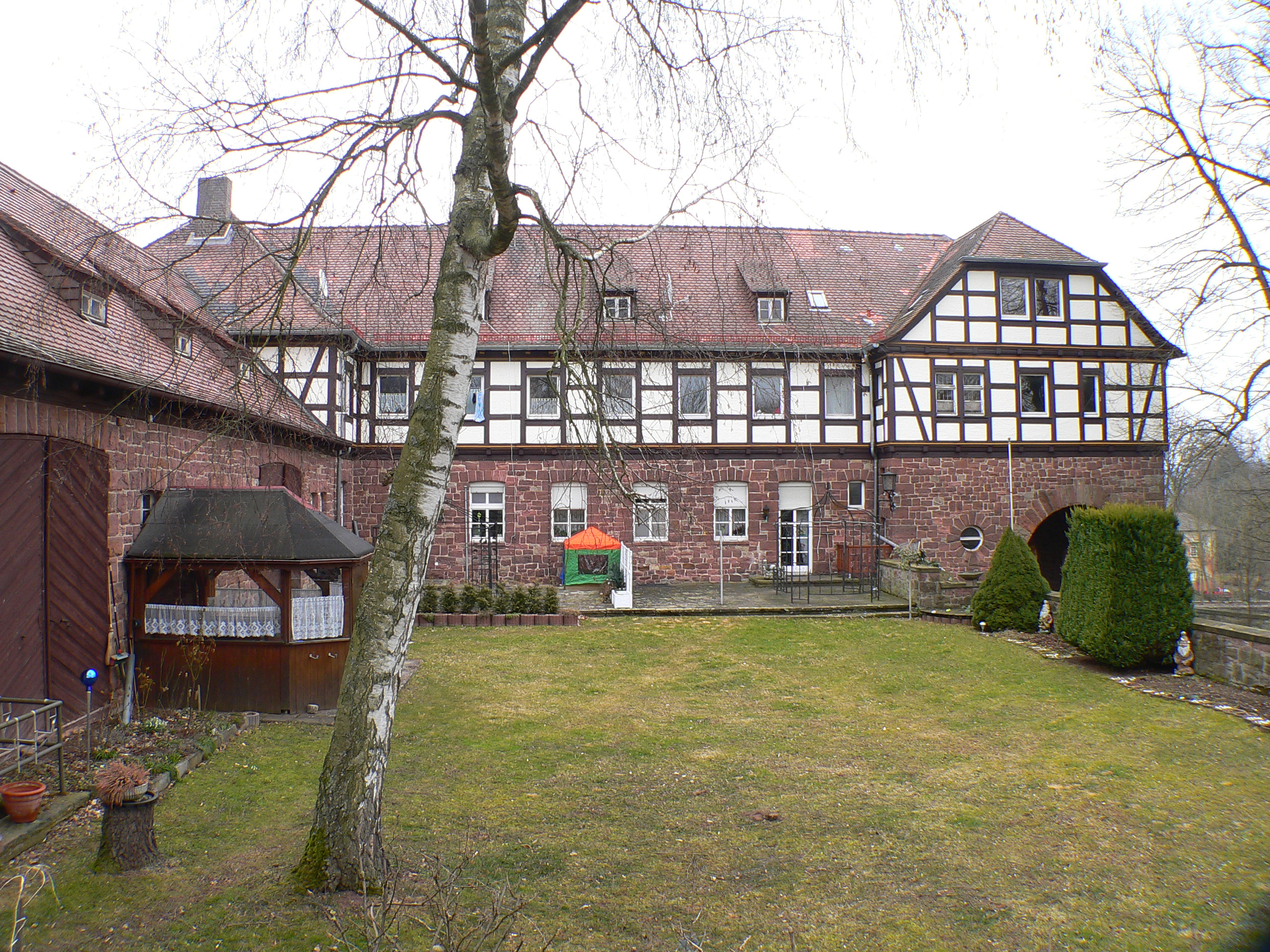
Das 1935 erbaute Herrenhaus auf den Ruinen der früheren Eulenburg

Die Grasburg ist der Rest einer vermutlich aus dem 8. Jahrhundert stammenden Burganlage, die wahrscheinlich im Zusammenhang mit Sachseneinfällen als Aufgebots-, Ausgangs- oder Rückzugsgebiet diente, ohne dass sie über längere Zeit bewohnt war. Sie liegt einen Kilometer nordwestlich von Mansbach am Ende eines nach Osten hin klippenartig abfallenden Muschelkalkplateaus.

### Geyso-Schloss

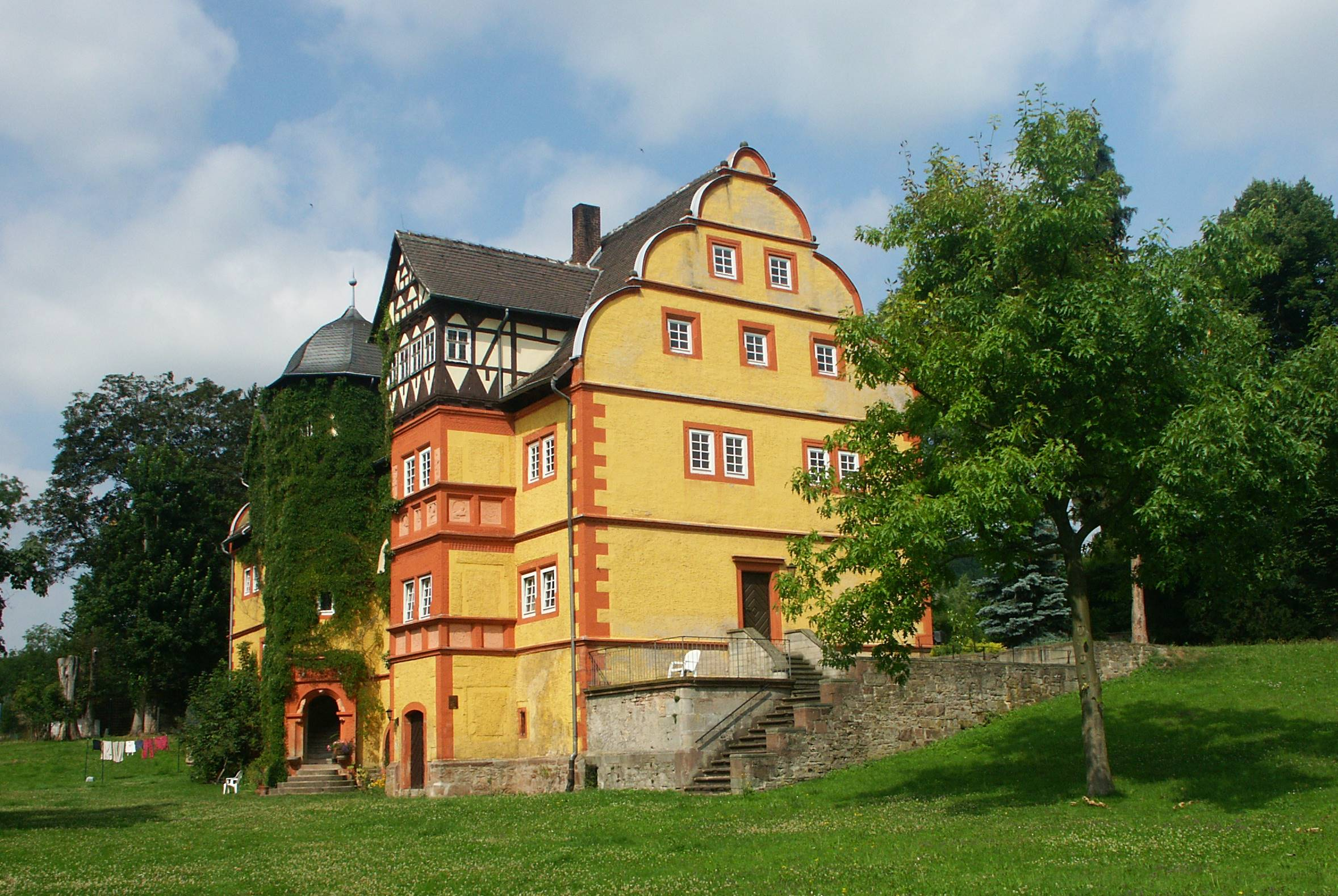
Geyso-Schloss Mansbach

Das Schloss ist ein stattlicher Rechteckbau mit hohen geschweiften Giebeln. Erbaut wurde es 1577/1578 durch Wilhelm von Mansbach. An der Rückseite befindet sich ein achteckiger Treppenturm, und an seinem Renaissance-Portal sind figürliche symbolische Plastiken zu sehen; daneben der Erkervorbau mit figürlichen und ornamentalen Reliefs.
Die sogenannte Eulenburg (Alte Burg), die hier im 13. Jahrhundert errichtet worden war, wurde um 1280 durch den Abt Bertho IV. von Fulda zerstört. Gleichzeitig ging der ganze Ort damit in die Lehnsherrschaft des Klosters über. Die Familie von Mansbach behielt aber weiter die Gerichtsbarkeit. Schließlich errichtete Wilhelm von Mansbach 1577/78 das heute Geyso-Schloss genannte Herrenhaus. Im Jahr 1652 verkaufte der wilhelmsche Zweig der Familie von Mansbach die gesamte Anlage an den hessischen Generalleutnant Johann von Geyso. Dessen Enkel Valentin von Geyso ließ das Gebäude im dritten Viertel des 17. Jahrhunderts umbauen und verlieh ihm seine heutige rechteckige Form. Im Jahr 1878 fanden weitere Umbaumaßnahmen statt, bis es schließlich in seinem heutigen Zustand war. Ab 1918 wurde die Anlage unter anderem als Gestüt genutzt.
Mittlerweile befindet sich das Geyso-Schloss Mansbach in den Besitz der Bundesrepublik Deutschland. Es beherbergt immer noch die Verwaltung der Fachschule für Pferdezucht und -Haltung sowie der Fohlenaufzucht. Zu besichtigen ist nur ein Fachwerkanbau, in dem sich ein Heimatmuseum befindet. Ein barockes Kavaliershaus, das sich östlich des Schlosses befand, musste 1968 wegen Baufälligkeit abgerissen werden.
Die Heimatstube, die durch den Fremdenverkehrsverein Mansbach-Soislieden eingerichtet wurde, steht der Öffentlichkeit zur Verfügung.

### Blaues Schloss (Unterhof, Unterschloss)

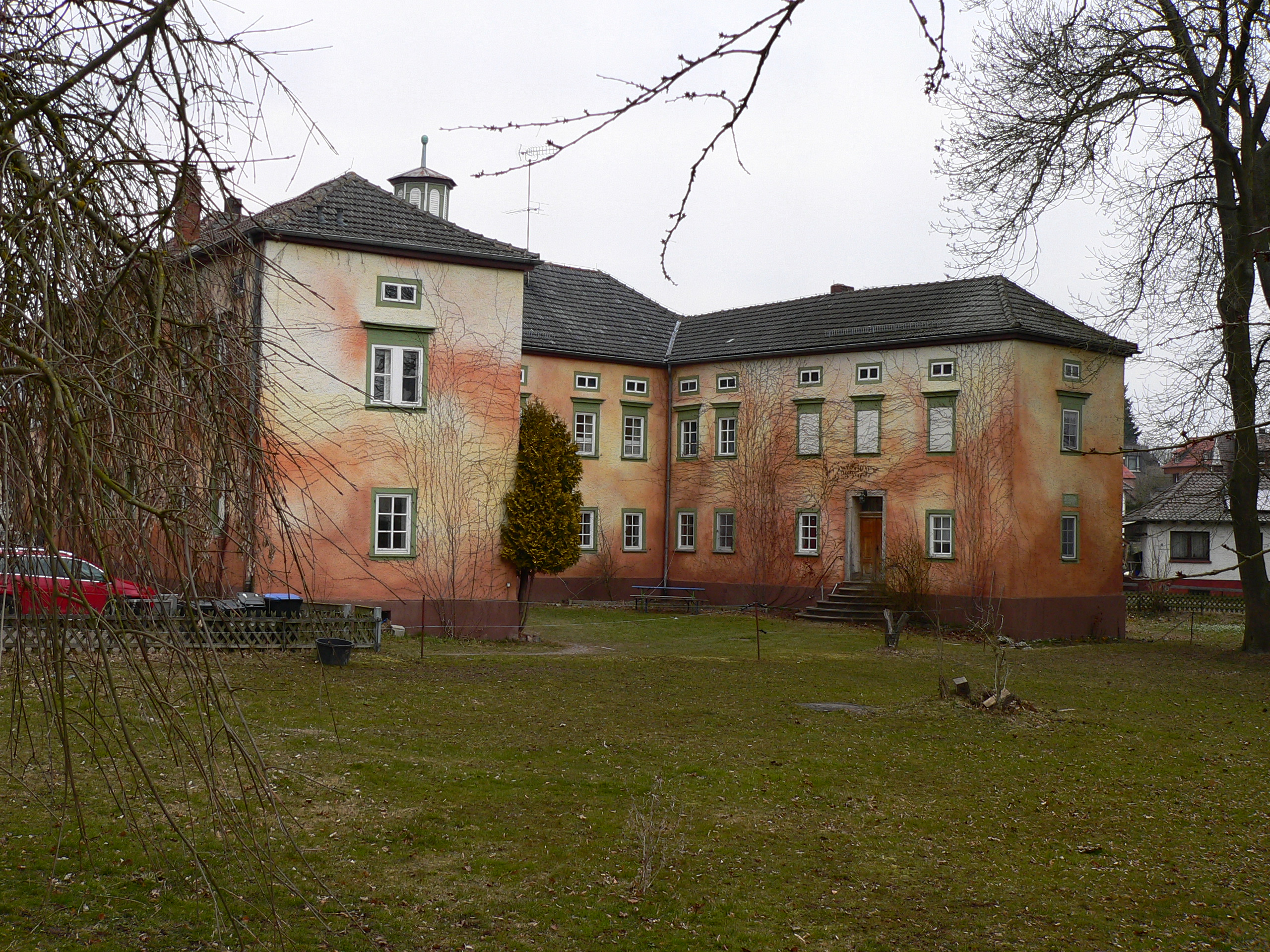
Blaues Schloss Mansbach

Aufgrund ihrer Unabhängigkeit war es der Familie von Mansbach möglich, in Mansbach mehrere Burgen und Schlössern zu bauen. Da das Geyso-Schloss im Jahr 1652 verkauft wurde, benötigte die Familie ein neues Schloss als Residenz in Mansbach. Da es im Ort verschiedene Schlösser und herrschaftliche Gebäude gab, unter anderem das Sonnenuhrgebäude, das erst als Unterhof, später auch als Oberhof bezeichnet wurde, ist heute nicht mehr ganz klar, welches davon der tatsächliche Vorgänger von Schloss Mansbach war. Selbiges wurde erst im Jahr 1820 errichtet.
Das Mansbacher Schloss, das heute auch als Unterhof oder Blaues Schloss bezeichnet wird, verließ den Besitz der Familie und wird seit 2006 anderweitig genutzt. So finden sich hier neben Ferienwohnungen, auch behindertengerechte Wohnungen für psychisch Kranke. Auffällig ist der mediterrane Anstrich, den das Schloss seit 2006 trägt.

### Sonnenuhrgebäude (Oberes Schloss, Oberhof)

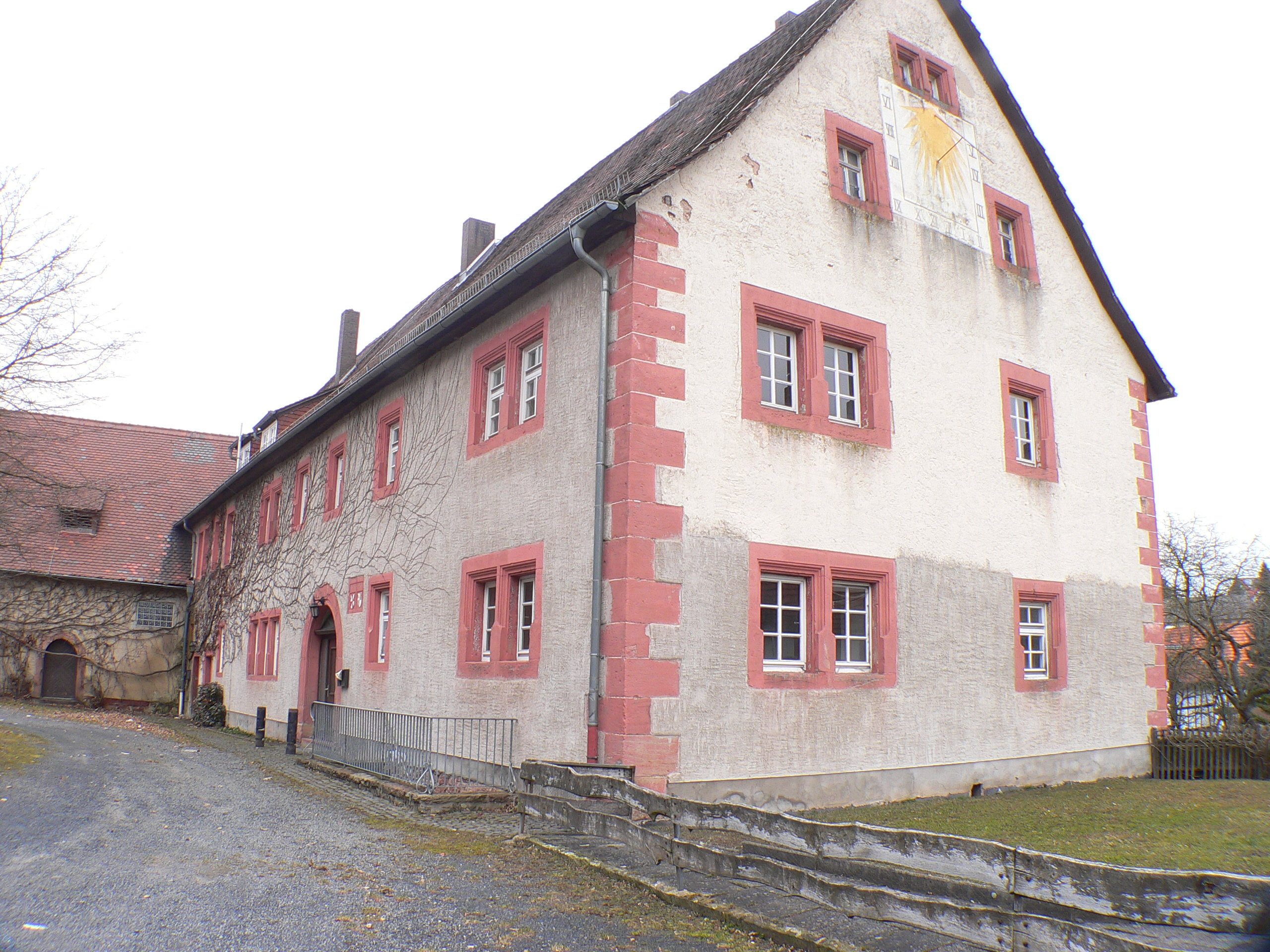
Oberes Mansbacher Schloss in Hohenroda-Obermansbach

Der Steinbau von 1569 ist mit gekuppelten Rechteckfenstern ausgestattet. An der Straßenseite befindet sich ein Fachwerkgiebel aus dem 17. Jahrhundert; rechtwinklig anstoßend ist der Wirtschaftsflügel seit 1561. Zu sehen sind noch Reste der im Torbereich über einen Meter starken Umfassungsmauern mit Schießscharten.

### Kirche

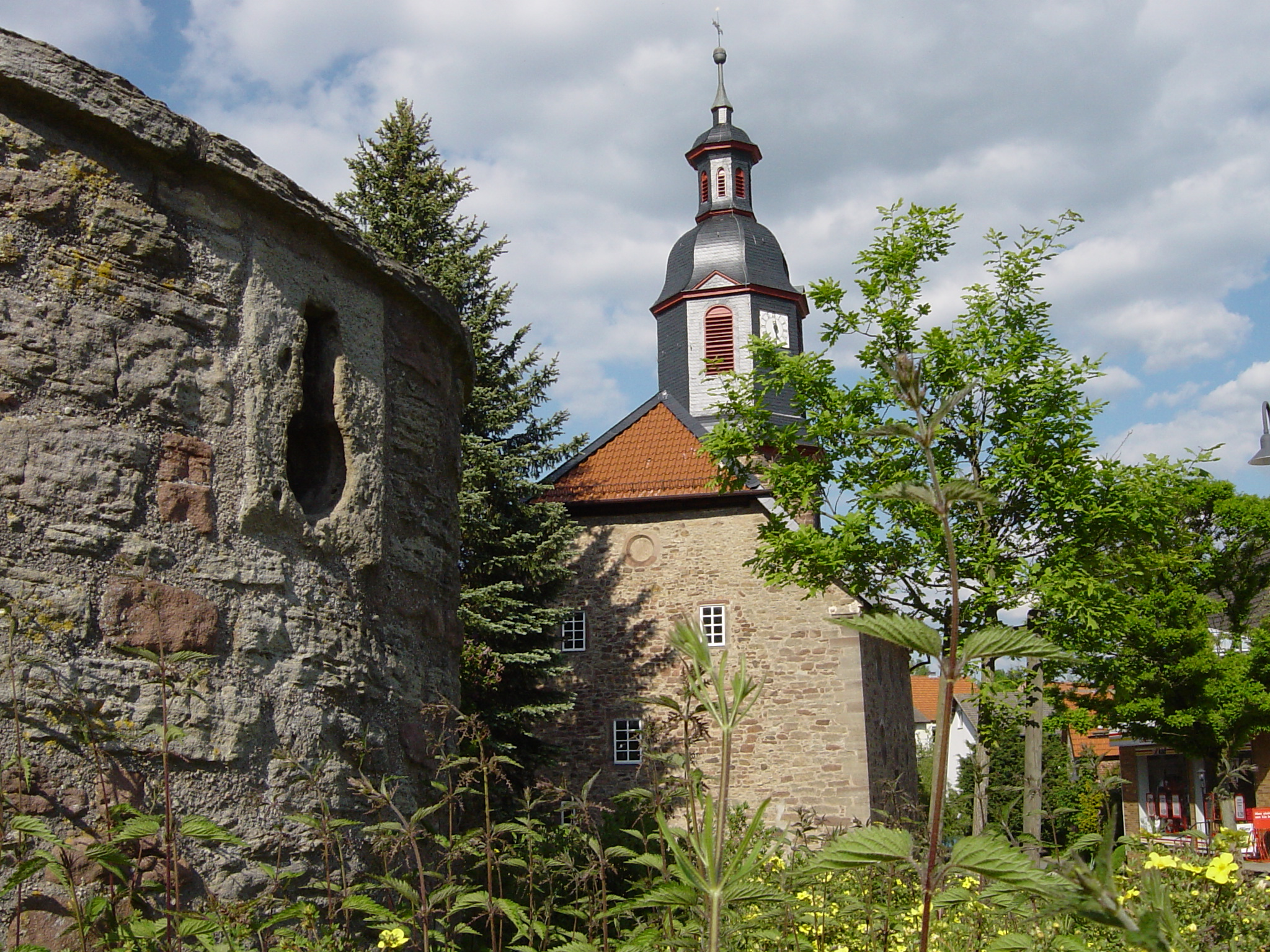
Ev. Kirche Mansbach

Die evangelische Kirche in Mansbach ist das älteste erhaltene Beispiel der barocken osthessischen Dorfkirchen und steht in der Nachfolge der Schlosskapellen von Schmalkalden und Rotenburg an der Fulda.
Der älteste Teil der Kirche ist der Chorraum mit spätgotischem Sterngewölbe mit Wappenschlusssteinen und einem eingelassenen gotischen Sakramentshäuschen. Um 1280 erbaut, war er ursprünglich die Grabeskapelle der Familie von Mansbach. Auffallend im Chorraum sind die am Gewölberand zu sehenden Fratzen. Um 1500 wurde der Chorraum neu überwölbt. 1564 wurde ein achtseitiger Glockenturm aufgesetzt. Die Haube an der Spitze des Turmes und ein weiteres Turmgeschoss wurde erst 1756 hinzugefügt. Die Turmhöhe beträgt 36 Meter.
Um den Altar herum befinden sich zahlreiche Grabdenkmäler der Familie von Mansbach, meist aus dem 16. bis 18. Jahrhundert. Unter den Grabplatten, mit denen der Altarraum ausgelegt ist, ist die Gruft, die als Erbbegräbnis der Familie diente. Der Friedhof der nichtadeligen Ortsbevölkerung war wahrscheinlich an der Stelle des heutigen Kirchenschiffes.
Das Schiff wurde als rechteckiger Saalbau 1569 gebaut und 1682 durch Sebastian Bamberger, Zimmermeister aus Schmalkalden, besonders im Innern neu gestaltet und verändert. Drei Reihen Oval-Fenster übereinander an den Langsteinen wurden entsprechend den Emporen 1707 eingefügt.
Die Nord- und Westseite haben rechteckige und ovale Fenster. Das rundbogige Westportal ist mit Rundstab, Kehle und Kämpfern profiliert, am linken Kämpfer befindet sich eine Jahreszahl (1617?). Das Südportal hat ein einfaches Gewände mit Diamantierung an Kämpfern und Scheitelstein. Der eingezogene, dreiseitig geschlossene Chor hat in der Mitte ein zweiteiliges gotisches Fenster mit Fischblase, seitlich zwei einfache Spitzbogenfenster.
Über den dreiseitig zweigeschossigen Emporen befindet sich eine Holztonnendecke, die mit Wolken, musizierenden Engeln und dem Gottesnamen Jahwe sowie zwei Spruchbändern (Heilig, heilig, heilig ist unser Gott bzw. „Gloria in exelsis deo“) bemalt ist.
Der spätgotische Taufstein um 1510 hat einen getreppten Fuß und ein kelchförmiges Becken mit Verzierung aus sich tangierenden und überkreuzenden Doppelgratstäben. In den Beckenfeldern befinden sich zwei Wappen von Mansbach.
Die reich geschnitzte frühbarocke Kanzel um 1682 (ohne Schalldeckel) mit kleinen Säulchen am Kanzelkorb steht auf einer gedrehten Säule mit korinthischem Kapitäl.
Das barocke Orgelprospekt mit fünf Pfeifenfeldern und Akanthus-Verzierung stammt aus dem Jahre 1732. Sämtliche Register von damals (18 Register, 2 Manuale) sind in den Kirchenbüchern festgehalten, 1842 wurde die Orgel wahrscheinlich nach den Plänen von C. Davius umgebaut, da die Kirchenrechnungen in diesem Jahr eine Ausgabe von 138,36 Gulden „vor die Orgel“ ausweisen.
Die dreiseitige, zweigeschossige Empore zeigt bäuerlich kräftiges Schnitzwerk und Bemalung. Sie ruht auf kurzen korinthischen Säulen, die auch die Holztonnendecke tragen. Die Brüstungsfelder sind mit zahlreichen Bibelversen in barocker Fraktur versehen. Zwischen den Feldern befinden sich Halbbaluster Wappen von Mansbach, von Geyso und Allianz. Die Ausmalung der Kirche erfolgte 1759 durch den in Schenklengsfeld ansässigen Maler Gustav Altmöller.
Das Geläut der Kirche besteht aus vier Glocken. Zwei Glocken wurden 1955 von der Firma Rincker in Sinn gegossen, da im Zweiten Weltkrieg drei Glocken abgeliefert werden mussten. Nur die größte Glocke, die auch schon im Ersten Weltkrieg gerettet werden konnte, brauchte nicht herausgenommen zu werden. Die vierte Glocke ist eine Leihgabe des Landeskirchenamtes und wurde 1684 in Stettin gegossen.

### Jüdischer Friedhof
112 Grabsteine aus dem 18. bis 20. Jahrhundert der ehemaligen jüdischen Gemeinde Mansbach mit hebräischen und zum Teil deutschen Inschriften sind auf dem jüdischen Friedhof zu finden. Der Friedhof liegt etwa einen halben Kilometer östlich des Dorfes.

## Wirtschaft und Infrastruktur
Im Ort gibt es ein Dorfgemeinschaftshaus, einen evangelischen Kindergarten und eine Grundschule.

### Bahnhof
1906 erhielt Mansbach gemeinsam mit dem thüringischen Nachbarort Wenigentaft einen Bahnhof an der Ulstertalbahn, der sich kurzzeitig zu einem bedeutenden Eisenbahnknoten entwickelte. Da das Bahnhofsgelände nach 1945 von der Zonen- und späteren Innerdeutschen Grenze durchschnitten wurde, wurde der Bahnverkehr 1952 eingestellt. Reste der Gleisanlagen fanden sich bis in die 2000er Jahre im sogenannten „Ulstersack“ in der Mansbacher Flur.

## Persönlichkeiten
- Ludwig II. von Mansbach (um 1280–1343), 49. Abt der Reichsabtei Hersfeld
- Johann von Geyso (1593–1661), Generalleutnant im Dreißigjährigen Krieg, Geheimer Kriegsrat, Gutsherr in Mansbach
- Georg Friedrich Adolph Schöner (1774–1841), in Mansbach geborener Porträtmaler
- Wilhelm von Dörnberg (Forstmeister) (1781–1877), hessischer Oberforstmeister und Abgeordneter
- August Wilhelm Ebert (1815–1888), evangelischer Geistlicher, Konsistorialrat und Superintendent
- Dieter Wittich (1930–2011), in Mansbach geborener marxistischer Philosoph
- Georg Conrad Hoerle (1716–1791), Amtsverweser der Herren von Mansbach und Geyso